# Mohamed Ali Halouani
Mohamed Ali Halouani (محمد علي الحلواني), né le 21 septembre 1947 à Sfax, est un homme politique tunisien.
Docteur en philosophie de l'Université de Paris I, il exerce la profession de professeur de philosophie à la faculté des lettres de Sfax.
Membre du mouvement Ettajdid, successeur du Parti communiste tunisien, et de l'Initiative démocratique, une alliance de plusieurs personnalités indépendantes de gauche, il se présente à l’élection présidentielle du 24 octobre 2004.
Selon lui, le véritable but de sa candidature est « de profiter de cette brèche légale que représentent les élections pour faire parvenir un message au peuple tunisien et lui dire, de façon claire et sans ambiguïté, que le régime actuel qui se dit démocratique, pluraliste, est loin de l'être ». Son parti et la coalition qui le soutient considèrent « qu'il y a, au contraire, une détérioration du climat politique en Tunisie, une espèce de théâtralisation de la démocratie, une démocratie de façade ».
Ces critiques institutionnelles ne l'empêchent pas de reconnaître en même temps les acquis réalisés par la Tunisie sous la conduite des présidents Habib Bourguiba et Zine el-Abidine Ben Ali, en déclarant notamment : « Nous sommes conscients que le pays a fait des progrès appréciables au niveau de l'éducation, de la santé, de l'économie et de l'émancipation de la femme, mais nous ne devons pas dormir sur nos lauriers ».
Il ne remporte que 0,95 % des suffrages contre 94,49 % pour le président Ben Ali.